# كريس ساندرز (لاعب كرة قدم أمريكية أمريكي)
كريس ساندرز (بالإنجليزية: Chris Sanders)‏ هو لاعب كرة قدم أمريكية أمريكي، ولد في 8 مايو 1972 في دنفر في الولايات المتحدة.

## وصلات خارجية
- كريس ساندرز على موقع مرجع كرة القدم المحترفة.كوم (الإنجليزية)